# Katastrofa lotu Balkan Bulgarian Airlines 307
Katastrofa lotu Balkan Bulgarian Airlines 307 – wydarzyła się 3 marca 1973. W jej wyniku Ił-18 należący do Balkan Bulgarian Airlines rozbił się podczas podejścia do lądowania na lotnisku w Moskwie. W wyniku zdarzenia zginęło 25 osób, wszyscy znajdujący się na pokładzie.

## Samolot
Maszyną obsługującą lot 307 był Ił-18 (nr rej.LZ-BEM) o numerze seryjnym 182005602. Samolot został wyprodukowany w 1962 roku i został przekazany liniom lotniczym Balkan Bulgarian Airlines 6 marca 1963.

## Przebieg lotu
Samolot wystartował o 09:13 z Sofii i przeprowadzał rutynowy lot do Moskwy. Na pokładzie było 17 pasażerów i 8 członków załogi. Lot przebiegał zupełnie normalnie, o godzinie 12:27 załoga po raz pierwszy nawiązała kontakt z dyspozytorem na Szeremietiewie. O 12:28 załoga dostała aktualną prognozę pogody, ostrzegano o możliwości występowania oblodzenia, ale warunki mieściły się w normach. O 12:29 załoga dostała zgodę na lądowanie, które musiano przerwać. O godzinie 12:45:29 z samolotem po raz ostatni nawiązano kontakt radiowy, a 10 sekund później maszyna wpadła w strome nurkowanie. Ił uderzył niemal pionowo w ziemię na 4330 metrów od progu pasa startowego. Zginęło wszystkie 25 osób na pokładzie.

## Przyczyny
Za najprawdopodobniejszą przyczynę katastrofy uznano lód, który po wysunięciu klap o więcej niż 15 stopni zaczął odpadać od skrzydeł i osadzać się na statecznikach. Brano również pod uwagę inne przyczyny m.in.: 
- awaria sterów,
- włączenie odwracacza ciągu w czasie lotu,
- gwałtowny manewr w celu ominięcia stada ptaków,
- rozpad w powietrzu.